# Interliga 1999/2000
Die Saison 1999/2000 der Interliga war die erste Austragung der als Nachfolger der Alpenliga konzipierten Eishockey-Meisterschaft und wurde mit insgesamt acht Mannschaften aus drei Staaten ausgespielt. Erster Meister wurde der österreichische Vertreter EC KAC, der sich im Finale gegen den EC VSV durchsetzen konnte.

## Teilnehmer und Modus
Insgesamt nahmen acht Mannschaften aus drei Staaten an der Liga teil, wobei die österreichischen und slowenischen Teilnehmer den letztjährigen Teams der Alpenliga entsprachen (lediglich der HK Bled nahm nicht an der Liga teil). Die italienischen Alpenliga-Teams hatten kein Interesse an einer Fortführung einer internationalen Liga bekundet. Stattdessen waren zwei Mannschaften aus Ungarn zum Teilnehmerfeld gestoßen.
Die acht Teams spielten im Grunddurchgang (vom 1. Oktober 1999 bis zum 21. Jänner 2000) insgesamt zwei Hin- und Rückrunden aus, was achtundzwanzig Spiele ergab. Anschließend wurden Playoffs ausgetragen, wobei alle Teams qualifiziert waren. Viertelfinale, Halbfinale und Finale bestanden je Serie aus zwei Spielen, wobei die schlechter platzierte Mannschaft im ersten Spiel Heimrecht hatte.

## Tabelle nach dem Grunddurchgang
| Platz | Team                      | Spiele | Pts | W (OTW) | L (OTL) | GF:GA   | GD  |
| ----- | ------------------------- | ------ | --- | ------- | ------- | ------- | --- |
| 1     | EC VSV                    | 28     | 52  | 25 (3)  | 3 (2)   | 145:64  | +81 |
| 2     | EC KAC                    | 28     | 45  | 22 (3)  | 6 (1)   | 150:63  | +87 |
| 3     | VEU Feldkirch             | 28     | 36  | 16 (2)  | 12 (4)  | 128:93  | +35 |
| 4     | HDD Olimpija Ljubljana    | 28     | 31  | 15 (2)  | 13 (1)  | 103:121 | −18 |
| 5     | CE Wien                   | 28     | 28  | 12 (2)  | 16 (4)  | 111:110 | +1  |
| 6     | Dunaújvárosi Acélbikák    | 28     | 22  | 9 (2)   | 19 (4)  | 80:119  | −39 |
| 7     | Alba Volán Székesfehérvár | 28     | 15  | 7 (2)   | 21 (1)  | 81:151  | −70 |
| 8     | HK Jesenice               | 28     | 12  | 6 (1)   | 22 (0)  | 44:121  | −77 |

## Playoffs

### Viertelfinale
| Serie                                          | Spiel 1 | Spiel 2 |
| ---------------------------------------------- | ------- | ------- |
| HK Jesenice (8) – EC VSV (1)                   | 0:7     | 3:6     |
| CE Wien (5) – HDD Olimpija Ljubljana (4)       | 2:5     | 4:5     |
| Alba Volán Székesfehérvár (7) – EC KAC (2)     | 2:4     | 4:7     |
| Dunaújvárosi Acélbikák (6) – VEU Feldkirch (3) | 3:0     | 0:4     |

### Halbfinale
| Serie                                   | Spiel 1 | Spiel 2 |
| --------------------------------------- | ------- | ------- |
| HDD Olimpija Ljubljana (4) – EC VSV (1) | 1:3     | 4:6     |
| VEU Feldkirch (3) – EC KAC (2)          | 1:1     | 2:6     |

### Finale
| Serie                   | Spiel 1 | Spiel 2 |
| ----------------------- | ------- | ------- |
| EC KAC (2) – EC VSV (1) | 4:1     | 1:1     |

## Kader des Interliga-Meisters
| Interliga-Meister EC KAC | Torhüter: Michael Puschacher, Michael Suttnig, Gert Prohaska, Hannes Enzenhofer Verteidiger: Christer Olsson, Jan Mertzig, Darcy Martini, Roger Öhman, Thomas Pöck, Christian Sintschnig, Marc Brabant, Alexander Mellitzer, Jens Felix Kraiger, Johannes Reichel Angreifer: Stefan Nilsson, Gerald Ressmann, David Emma, Christian Perthaler, Dieter Kalt jun., Jens-Felix Kraiger, Christoph Brandner, Patrick Pilloni, Mario Schaden, Christoph König, Gregor Hager, Thomas Koch, Thomas Eichberger, Andreas Seelhofer, Markus Brugger, Daniel Welser, Sebastian Koncilia, Daniel Leiner Trainer: Lars Bergström |

## Statistik
- Fair-Play: Alba Volán Székesfehérvár (12,2 Strafminuten pro Spiel)
- Meiste Zuschauer: EC VSV (2.036 Zuschauer pro Spiel)

| Topscorer | Topscorer          | Topscorer | Topscorer | Topscorer | Topscorer | Topscorer | Topscorer |
| Rang      | Spieler            | Team      | GP        | G         | A         | Pts       | PIM       |
| --------- | ------------------ | --------- | --------- | --------- | --------- | --------- | --------- |
| 1         | Brad Purdie        | VSV       | 33        | 32        | 50        | 82        | 24        |
| 2         | Gino Cavallini     | VSV       | 32        | 25        | 38        | 63        | 6         |
| 3         | Kevin Miehm        | Feldkirch | 25        | 20        | 39        | 59        | 42        |
| 4         | Stefan Nilsson     | KAC       | 31        | 8         | 51        | 59        | 30        |
| 5         | Kent Salfi         | VSV       | 33        | 23        | 24        | 57        | 28        |
| 6         | Anthony Iob        | CE Wien   | 30        | 23        | 32        | 55        | 68        |
| 7         | David Emma         | KAC       | 32        | 26        | 28        | 54        | 28        |
| 8         | Gerald Ressmann    | KAC       | 28        | 21        | 33        | 54        | 40        |
| 9         | Christoph Brandner | KAC       | 34        | 29        | 19        | 48        | 30        |
| 10        | Rick Nasheim       | Feldkirch | 32        | 24        | 24        | 48        | 8         |